# آسپلوندیا سسی
آسپلوندیا سسی (نام علمی: Asplundia ceci) نام یک گونه از تیره پیدازادان است.